# Mack Reynolds
Dallas McCord "Mack" Reynolds (Corcoran, Kalifornia, 1917. november 11. – San Luis Potosí, Mexikó, 1983. január 30.) amerikai tudományos-fantasztikus író.

## Életpályája
Apja Verne La Rue Reynolds, anyja Pauline McCord. Négyen voltak testvérek, közülük ő volt a második. A család 1918-ban Baltimore-ba költözött, itt apja belépett a Socialist Labor Party of America pártba (SLP), így Mack már gyermekkorában megismerte a marxizmus és a szocializmus alapjait. Így írt erről később: "Marxista-szocialista családba születtem. Kisgyermek koromban, talán öt vagy hat évesen megkérdeztem anyámat: Anya, ki az a Jézus elvtárs? – mivel sosem találkoztam senkivel addig, akit ne mint elvtársat szólítottak volna".
 1935-ben, kingstoni főiskolai évei alatt ő maga is belépett az SLP-ba, s aktívan kezdett a párt céljaiért dolgozni. 1936-ban apjával együtt beutazta Amerikát, felvilágosító előadásokat, beszédeket tartott, s lassanként a párt egyik meghatározó emberévé vált. Diplomája megszerzése után riporterként kezdett dolgozni a Catskill Morning Star című lapnál (1937-1938), ezután a hetente megjelenő Oneonta News szerkesztője lett (1939-1940). 1937-ben kötötte első házasságát Evelyn Sandell-el, három gyereke született: Emil, La Verne and Dallas Macj Jr.
1940 és 1943 közt az IBM-nél dolgozott a kaliforniai San Pedróban. Továbbra is aktívan tevékenykedett a párt életében, kampányolt a párt elnökjelöltje, John Aiken mellett 1940-ben. Az U.S. Army Marine Officer's Cadet School és az U.S. Marine Officer's School elvégzése után az U.S. Army Transportation Corps-hoz került, a második világháború alatt 1944 és 1945 közt mint navigátor a Fülöp-szigeteknél állomásozott. Hazatérte után kiderült, hogy felesége viszonyt folytatott valakivel, ezért elvált tőle. 1947-1949 közt az SLP-nél mint szervező dolgozott.
Első novellája, a What is Courage? az Esquire magazinban jelent meg 1946-ban. Egy évvel később megismerte Helen Jeanette Wooley-t, aki osztotta radikális politikai nézeteit. 1947. szeptemberében összeházasodtak. Két éven át felesége támogatta, amíg ő írói karrierje építésével foglalkozott, először detektívregények alkotásával. Olyan helyet kerestek, ahol a megélhetési költségek alacsonyak, Reynolds igy jutott el Taosba (Új-Mexikó), ahol megismerkedett Walt Sheldonnal és Fredric Brown-nal. Brown, aki később Reynolds egyik állandó írórársa lett ösztönözte arra, hogy detektívtörténetek helyett inkább a tudományos-fantasztikus irodalom műfajában alkosson.
Első sci-fi írását, a Last Warning-ot (The Galactic Ghost címen is ismert) a Planet Stories vette meg 1949. júniusában, de csak 1954-ben jelent meg. Első publikált fantasztikus történere, az Isolationist a Fantastic Adventures 1950. júniusi számában jelent meg. Karrierje lassan felívelt, csak 1950-ben 18 történetet sikerült eladnia. Első regénye, a The Case of the Little Green Men 1951-ben hagyta el a nyomdát, a munka érdekes keveréke egy klasszikus detektívregénynek és egy sci-finek.
1953-ban a mexikói San Miguel de Allende-be költözött, ahol másfél éven át élt. Ezután hosszú, csaknem tíz éven át tartó európai, afrikai és ázsiai útra indult, élt Görögországban, Jugoszláviában, Algériában, Marokkóban, Kelet-Európában, Finnországban, Indiában, Japánban és Hong Kongban. 1955-ben a Rogue magazin tudósítója lett, így teremtve elő utazásainak költségeit. Folytatta a tudományos-fantasztikus történetek írását is, amelyeken érezhető az általa meglátogatott, az amerikaitól eltérő kultúrák hatása. 1958-ban az Astounding is közölni kezdte írásait, a következő tíz évben ő lett a lap legtermékenyebb szerzője.  Az 1960-as években születtek meg Reynolds legjobb írásai, például a Revolution, a Combat, Freedom, Subversive és a Mercenary című elbeszélések (ez ubbi a Joe Mauser-sorozat első darabja), a Homer Crawford-sorozat ("Black Man's Burden", "Border, Breed nor Birth"), az "Adaptation" és az "Ultima Thule" (United Planet-sorozat), valamint a Status Quo (Hugo-díjra jelölve). 1963-ban publikálta The Expatriates című munkáját, amely érdekes keverése az útleírásnak és az önéletrajzi elemeknek. 1961 és 1964 közt ügynöke kérésére négy erotikus regényt is írt: Episode on the Riviera, A Kiss before Loving, This Time We Love, The Kept Woman és a The Jet Set.
1965-ben Reynolds hazatért mexikói otthonába, amely hamarosan egyfajta művészeti központtá vált. Folytatta a tudományos-fantasztikus történetek írását és értékesítését, de 1969-től az Ace Books 1970-es  tulajdonosváltása miatt egyre kevesebbet tudott eladni – több, ebben az időszakban írt regénye csupán 1975-ben jelent meg. Ezt a nehéz periódust két romantikus regény megírásával és eladásával hidalta át, ezek voltak a The House in the Kasbah és a The Home of the Inquisitor (mindkettő Maxine Reynolds írói álnév alatt jelent meg). E regények mellett elkezdte legambiciózusabb írói vállalkozását is, amelyben a 2000-es évek életét írta le: Looking Backward from the Year 2000 és Equality: In the Year 2000, ezek Edward Bellamy Looking Backward: 2000-1887 és Equality című, 19. században megjelent szocialista utópiának frissebb, kritikusabb változatai. Bellamy e két munkája már korán hozzájárult Reynolds radikális világnézete kialakulásához. Commune 2000 A.D., The Towers of Utopia, a Rolltown című regények, valamint a Lagrangia sorozat szintén utópikus közösségeket mutat be a Földön, illetve a világűrben. 1976-ban jelent meg a The Best of Mack Reynolds című novellagyűjteménye.
Az 1970-es évek végén Reynolds egyre nehezebben tudta publikáltatni kéziratait. Egy hónappal 1983-as halála előtt, miközben rákműtéte után lábadozott, új ügynöke szerződést kötött a Tor Books-szal. 1986-ban tizenegy könyve jelent meg posztumusz kiadásban, ezek közül öt Dean Ing átdolgozásában illetve társszerzőségében. A New England Science Fiction Association meghívta, hogy legyen az 1983. februári Boskone konferencia díszvendége, de Reynolds három héttel a konferencia előtt elhunyt. Reynolds saját maga a Mission to Horatius című Star Trek regényt tartotta "bestsellerének".

## Magyarul megjelent művei
- Üzlet – ahogy szokás (novella, Galaktika 7., 1974)
- Füles meg én meg a Mars-lakók (novella, Fredric Brown-nak közösen, Galaktika 13., 1975)
- A karikaturista (novella, Fredric Brown-nal közösen, Galaktika 13., 1975; utánközlés: Galaktika 189., 2005)
- Sötét közjáték (novella, Fredric Brown-nal közösen, Galaktika 26., 1977)
- Az ördög munkát talál (novella, Galaktika 65., 1986)
- A földön kívüli lény esete (novella, Galaktika 137., 1992)
- A kutyák bolygója (novella, Galaktika 153., 1993)

## Fordítás
- Ez a szócikk részben vagy egészben  a   Mack Reynolds című angol Wikipédia-szócikk ezen változatának fordításán alapul.  Az eredeti cikk szerkesztőit annak laptörténete sorolja fel. Ez a jelzés csupán a megfogalmazás eredetét és a szerzői jogokat jelzi, nem szolgál a cikkben szereplő információk forrásmegjelöléseként.